# Corrente (hidrologia)

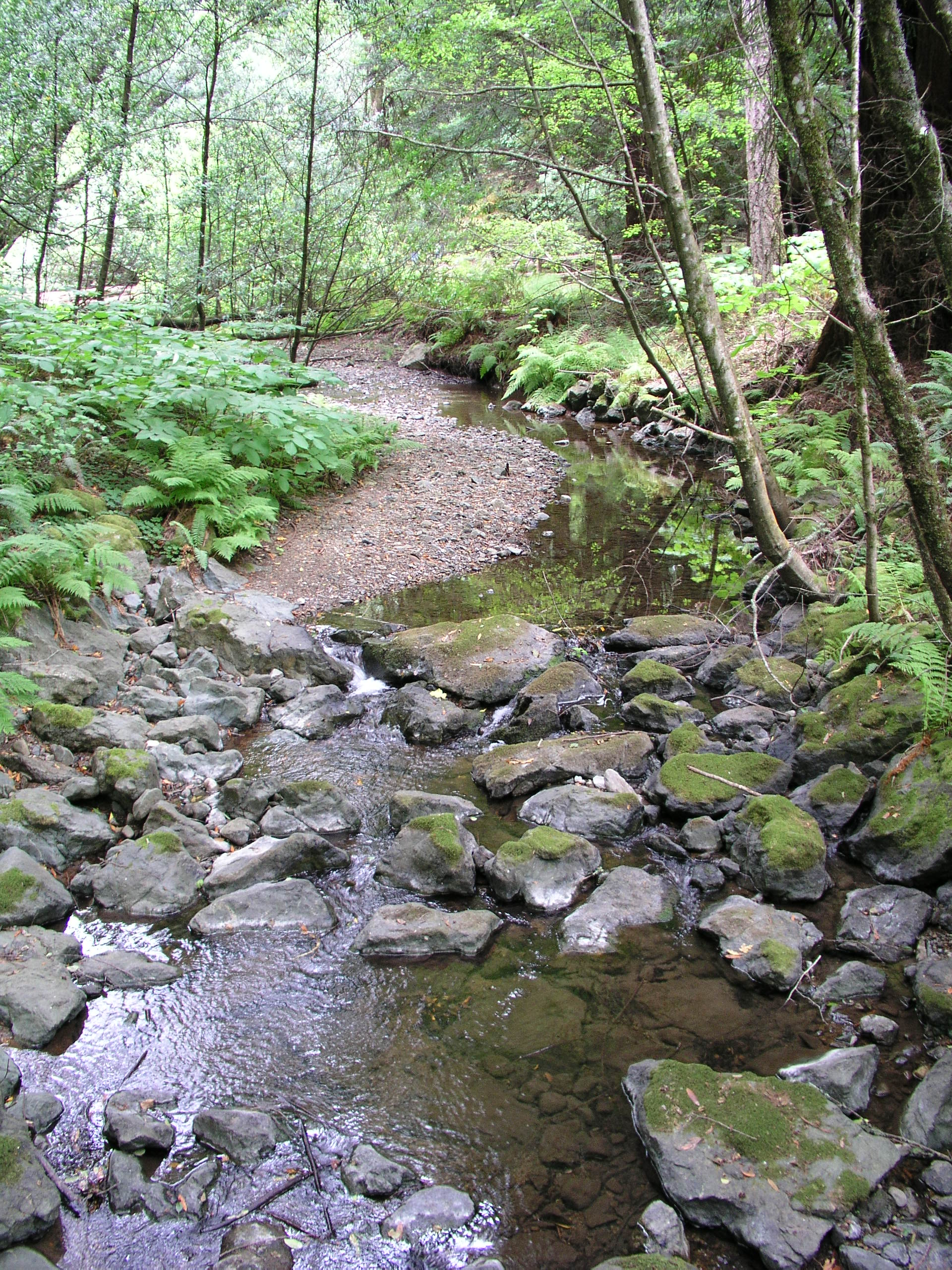
A água neste córrego forma correntes variantes em sua descida colina abaixo.

Uma corrente, em um rio ou córrego, é o fluxo de água influenciada pela gravidade, movendo-se numa declividade do terreno, reduzindo sua energia potencial. A corrente varia especialmente, assim como temporalmente com o fluxo, dependendo do fluxo em volume de água, gradiente de fluxo, e geometria do canal.